# 新屋敷停留場
新屋敷停留場（しんやしきていりゅうじょう）は、鹿児島県鹿児島市新屋敷町にある鹿児島市電第一期線の停留場。使用する系統は鹿児島市電1系統のみである。

## 歴史
- 1914年（大正3年）7月3日：鹿児島電気軌道により設置される。
- 1928年（昭和3年）7月1日：鹿児島市電気局（現・鹿児島市交通局）に移管。

## 構造
- 2面2線の相対式ホーム。各のりばは電車が通過しない限りいつでも行き来できる。
- 両のりばに電車接近表示機及びアナウンスがある。
- 両のりばとも車椅子の使用は可。ただし、電動車椅子はホーム幅が規定に足りないため不可。

### のりば
- 1系統 - 郡元、脇田、谷山方面
- 1系統 - 天文館、鹿児島駅前方面

## 利用状況
| 年度   | 1日平均 乗降人員 |
| ------ | ---------------- |
| 2011年 | 878              |
| 2012年 | 881              |
| 2013年 | 887              |
| 2014年 | 896              |
| 2015年 | 803              |

## バス路線
鹿児島交通と鹿児島市営バス、南国交通の新屋敷バス停が利用可能である。
（下記は各系統の行先）

### 新屋敷バス停
| 新屋敷バス停（上り）−鹿児島県鹿児島市新屋敷町 |                          |                        |            |
| 系統番号                                      | 経由地                   | 行先                   | 運行       |
| 1                                             | 天文館・金生町           | 鹿児島駅前             | 鹿児島交通 |
| 2                                             | 天文館・金生町           | 水族館前               | 鹿児島交通 |
| 2                                             | 天文館・金生町           | 鹿児島駅前             | 鹿児島交通 |
| 4                                             | 鹿児島中央駅・天文館     | 鹿児島駅前             | 鹿児島交通 |
| 5                                             | 鹿児島中央駅・天文館     | 金生町                 | 鹿児島交通 |
| 6                                             | 天文館                   | 金生町                 | 鹿児島交通 |
| 6-2                                           | 天文館・金生町           | 市役所前               | 鹿児島交通 |
| 6-3                                           | 天文館・金生町           | 鹿児島駅前             | 鹿児島交通 |
| 7                                             | 天文館                   | 金生町                 | 鹿児島交通 |
| 8                                             | 天文館                   | 金生町                 | 鹿児島交通 |
| 9                                             | 天文館・金生町           | 市役所前               | 鹿児島交通 |
| 14                                            | 天文館                   | 金生町                 | 鹿児島交通 |
| 15                                            | 天文館・金生町           | 市役所前               | 鹿児島交通 |
| 15                                            | 天文館・金生町           | 水族館前               | 鹿児島交通 |
| 15-3                                          | 天文館・金生町           | 市役所前               | 鹿児島交通 |
| 16                                            | 大門口                   | 金生町                 | 鹿児島交通 |
| 16                                            | 大門口                   | 鹿児島駅前             | 鹿児島交通 |
| 23                                            | 天文館・金生町           | 鹿児島駅前             | 鹿児島交通 |
| 32                                            |                          | 鹿児島中央駅           | 鹿児島交通 |
| 32-1                                          | 鹿児島中央駅・天文館     | 金生町                 | 鹿児島交通 |
| 32-1                                          | 鹿児島中央駅・天文館     | 鹿児島駅前             | 鹿児島交通 |
| 市16                                          | 鹿児島中央駅・天文館     | 水族館前               | 鹿児島市営 |
| 市28                                          | 騎射場・県庁前           | 鴨池港                 | 鹿児島市営 |
| 市29                                          | 騎射場・県庁前           | 鴨池港                 | 鹿児島市営 |
| N38                                           | 騎射場・県庁前           | 鴨池港                 | 南国交通   |
| 種別                                          | 経由地                   | 行先                   | 運行       |
| 準急                                          | 鹿児島中央駅・天文館     | 金生町                 | 鹿児島交通 |
| 普通                                          | 鹿児島中央駅・天文館     | 金生町                 | 鹿児島交通 |
| 普通                                          | 大門口                   | 金生町                 | 鹿児島交通 |
| 新屋敷バス停（下り）−鹿児島県鹿児島市新屋敷町 |                          |                        |            |
| 系統番号                                      | 経由地                   | 行先                   | 運行       |
| 1                                             | 県庁前・平川             | 平川星和台             | 鹿児島交通 |
| 2                                             | 騎射場・谷山駅前         | 動物園                 | 鹿児島交通 |
| 4                                             | 騎射場・脇田             | イオン鹿児島           | 鹿児島交通 |
| 4                                             | イオン鹿児島・坂之上     | 慈眼寺団地             | 鹿児島交通 |
| 5                                             | 七ツ島                   | 七ツ島1丁目            | 鹿児島交通 |
| 5                                             | 谷山港・七ツ島           | 七ツ島1丁目            | 鹿児島交通 |
| 6                                             | 恵比須中央・慈眼寺公園前 | 慈眼寺団地             | 鹿児島交通 |
| 6                                             | 生協病院前・慈眼寺公園前 | 慈眼寺団地             | 鹿児島交通 |
| 6-2                                           | 新和田橋・慈眼寺公園前   | 慈眼寺団地             | 鹿児島交通 |
| 6-3                                           | 県庁前・新和田橋         | 慈眼寺団地             | 鹿児島交通 |
| 7                                             | 坂之上・国際大学前       | 慈眼寺団地             | 鹿児島交通 |
| 8                                             | 竹ノ迫・自由ヶ丘         | ふれあいスポーツランド | 鹿児島交通 |
| 8                                             | 竹ノ迫・自由ヶ丘         | 中山団地中央           | 鹿児島交通 |
| 9                                             | 騎射場・日之出町         | 紫原                   | 鹿児島交通 |
| 14                                            | 騎射場・脇田             | 大学病院前             | 鹿児島交通 |
| 15                                            | 市営プール前・郡元       | 紫原                   | 鹿児島交通 |
| 15                                            | 市営プール前・郡元       | 西紫原中学校下         | 鹿児島交通 |
| 15                                            | 市営プール前・郡元       | 西紫原中学校前         | 鹿児島交通 |
| 15-3                                          | 市営プール前・郡元       | 広木農協前             | 鹿児島交通 |
| 16                                            | 騎射場・県庁前           | 鴨池港                 | 鹿児島交通 |
| 20-1                                          | 鹿児島中央駅・広木農協前 | 星ヶ峯ニュータウン     | 鹿児島交通 |
| 23                                            | 騎射場・県庁前           | 鴨池港                 | 鹿児島交通 |
| 28-1                                          | 鹿児島中央駅・皇徳寺北口 | 皇徳寺郵便局前         | 鹿児島交通 |
| 32                                            | 騎射場・県庁前           | 鴨池港                 | 鹿児島交通 |
| 32-1                                          | 天保山・市民文化ホール前 | 鴨池港                 | 鹿児島交通 |
| 市16                                          | 天保山・市民文化ホール前 | 鴨池港                 | 鹿児島市営 |
| 市28                                          | 千石馬場・下伊敷         | 伊敷団地               | 鹿児島市営 |
| 市29                                          | 千石馬場・下伊敷         | 交通局北営業所前       | 鹿児島市営 |
| N38                                           | 中之平・鹿児島高校前     | 明和                   | 南国交通   |
| 種別                                          | 経由地                   | 行先                   | 運行       |
| 準急                                          | 谷山駅前・伊作           | 加世田                 | 鹿児島交通 |
| 普通                                          | 谷山駅前                 | 伊作                   | 鹿児島交通 |
| 普通                                          | 谷山駅前・川辺高校       | 枕崎                   | 鹿児島交通 |
| 普通                                          | 谷山駅前・平川           | 特攻観音入口           | 鹿児島交通 |
| 普通                                          | 谷山駅前・平川           | 山川桟橋               | 鹿児島交通 |

## 周辺
- 南日本放送会館
- 鹿児島県住宅供給公社ビルA館・B館
- MBC学園（県内最大の講座数を誇るカルチャースクール）
- 鹿児島中央警察署、県警武道館
- 鹿児島市立甲東中学校
- 新屋敷温泉
- 西日本シロアリ本社ビル
- 鹿児島女子短期大学

## 隣の停留場
鹿児島市交通局
鹿児島市電1系統
甲東中学校前停留場 - 新屋敷停留場 - 武之橋停留場